# Hueco Tanks
Hueco Tanks est une région  située à proximité de El Paso au nord-ouest du Texas aux États-Unis. Il s'agit d'un bassin désertique d'altitude, situé entre les Franklin Mountains à l'ouest et les Hueco Mountains à l'est. Le nom de cette région provient de Hueco qui signifie creux en espagnol et de Tanks qui signifie réservoir en anglais. Hueco Tanks signifie donc « réservoir de creux » ou « réservoir de trous », nom donné en référence aux très nombreux trous creusés par l'eau dans la roche.
Le Hueco Tanks State Historic Site est un parc de 3,5 km2 qui se trouve dans cette région. Il abrite des centaines de pétroglyphes dessinés par les Amérindiens depuis le XVe siècle au moins.

## Activité

### Escalade
Hueco Tanks est un site d'escalade mondialement renommé. Plus de 2 000 voies de bloc sont disponibles dans ce gigantesque site et proposent des problèmes à tous les niveaux de cotations.